# 우즈토촌
우즈토촌(宇津戸村)은 일본 히로시마현 미쓰기군에 설치되었던 촌이다. 현재의 세라군 세라정의 일부에 해당한다.